# St Edward's School
La St Edward's School ("Scuola di San Edoardo") è una scuola superiore collegiale, indipendente e coeducazionale, situata a Oxford, Inghilterra, per studenti dai 13 ai 18 anni. Fu fondata nel 1863 dal Reverendo Thomas Chamberlain, allievo del Christ Church College. La TSA (Travel Studies Association) l'ha classificata fra le prime dieci scuole per eccellenza e qualità in Gran Bretagna.

## Storia
La St Edward's nacque come liceo pubblico maschile situato nel centro di Oxford. Nel 1873, dopo che una tempesta danneggiò gli edifici, la scuola fu spostata nella periferia nord della città e successivamente privatizzata. Dal 1982 ha iniziato a ospitare le ragazze. All'inizio dell'anno scolastico 2015–2016 la presenza femminile ammontava circa al 40%.
La St Edward's School è una delle prime dieci scuole per eccellenza e qualità nel Regno Unito e prima nel numero di studenti che andarono a servire la patria durante la prima guerra mondiale.
Nel 1930, dopo che uno studente fu investito da un'auto in Woodstock road, fu creato un sottopassaggio per collegare la scuola al centro di Oxford. Fu la prima metropolitana di Oxford, tuttora in uso. Le sue pareti sono dipinte con i colori della scuola, giallo e blu.
Durante la seconda guerra mondiale furono scavati rifugi antiaerei sotto il Quad, il cortile quadrangolare associato a molti collegi della Gran Bretagna, attorno al quale sono costruiti gli edifici scolastici in stile monastico e la cappella. Il quadrilatero della St Edward's è il secondo più vasto della città, dopo il Tom Quad della Christ Church.

## Struttura didattica
La scuola è costituita da 12 case, 7 maschili (Cowell, Sing, Field, Apsley, Tilly, Segar, Kendall) e 5 femminili (Macnamara, Oakthorpe, Corfe, Avenue, Jubilee). Ogni casa ospita una sessantina di studenti ed è gestita da diverse figure: un Direttore del corpo docenti, che risiede nell'edificio con la propria famiglia; un Prefetto, eletto il rappresentante degli studenti; una serie di Tutori, per aiutare gli studenti nei compiti; una Matrona, che si occupa delle cure mediche e psicologiche, e talvolta un animale domestico. Ogni casa ha un colore e una lettera che ogni alunno deve indossare nell'uniforme.

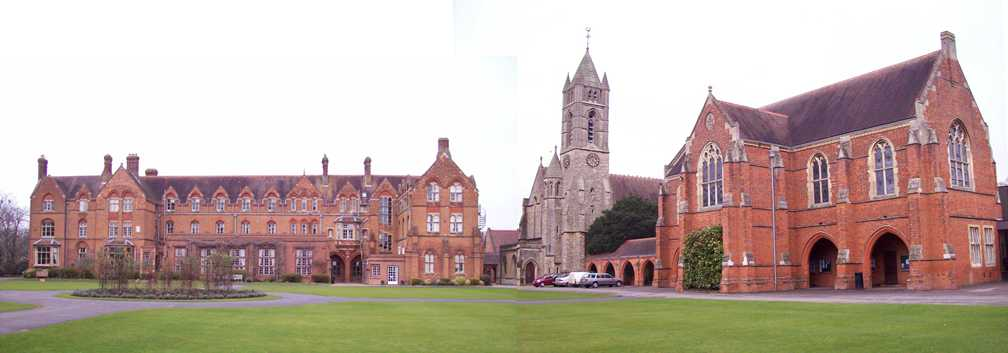
Lato nord-ovest del quad principale: Apsley House, la cappella e la biblioteca

La scuola inoltre dispone di cinque Gruppi Anno, ovvero suddivide gli studenti in base all'anno di studio, anche se in una stessa casa risiedono maschi o femmine di ogni età. Quando gli studenti entrano a scuola a tredici anni, dopo un esame di ammissione o grazie a una borsa di studio ottenuta nella scuola inferiore, per il primo anno appartengono al gruppo delle Conchiglie, così chiamato perché storicamente gli alunni meno sapienti venivano fatti sedere in seggi a forma di conchiglia all'interno della vecchia libreria. Se superano l'anno, dai 14 ai 15 anni gli alunni sono in Quarta Forma (durante la quale sono obbligati a svolgere il servizio civile o militare), poi in Quinta forma, Sesta Inferiore, e infine nell'ultimo anno lo studente è in Sesta Superiore, dove può godere di alcuni privilegi, quali la possibilità di diventare prefetto e di uscire dalla scuola in assenza di lezioni senza l'autorizzazione del Direttore di Casa.
Tutti insieme gli alunni della St Edward's sono comunemente chiamati Teddies. La competizione non si avverte fra i gruppi anno bensì fra le case, in quanto a fine anno vengono messe a confronto e giudicate in base ai risultati ottenuti dai loro studenti in ogni tipo di attività, sportiva, artistica e accademica. Alta è anche la competizione fra le altre prestigiose scuole inglesi, prime fra tutte il Radley College e il Marlborough College.
Ogni gruppo, al pari delle "classi" nella scuole italiane, prevede un programma accademico specifico, conforme al sistema scolastico del Regno Unito, volto al conseguimento degli esami GCSE (a 15 e 16 anni) e A-levels (17 e 18 anni). Inoltre offre la possibilità di ottenere il diploma Baccellierato Internazionale e corsi estivi o primaverili di lingua inglese per ragazzi e ragazze stranieri dai 12 ai 17 anni.

## Sport, musica e teatro

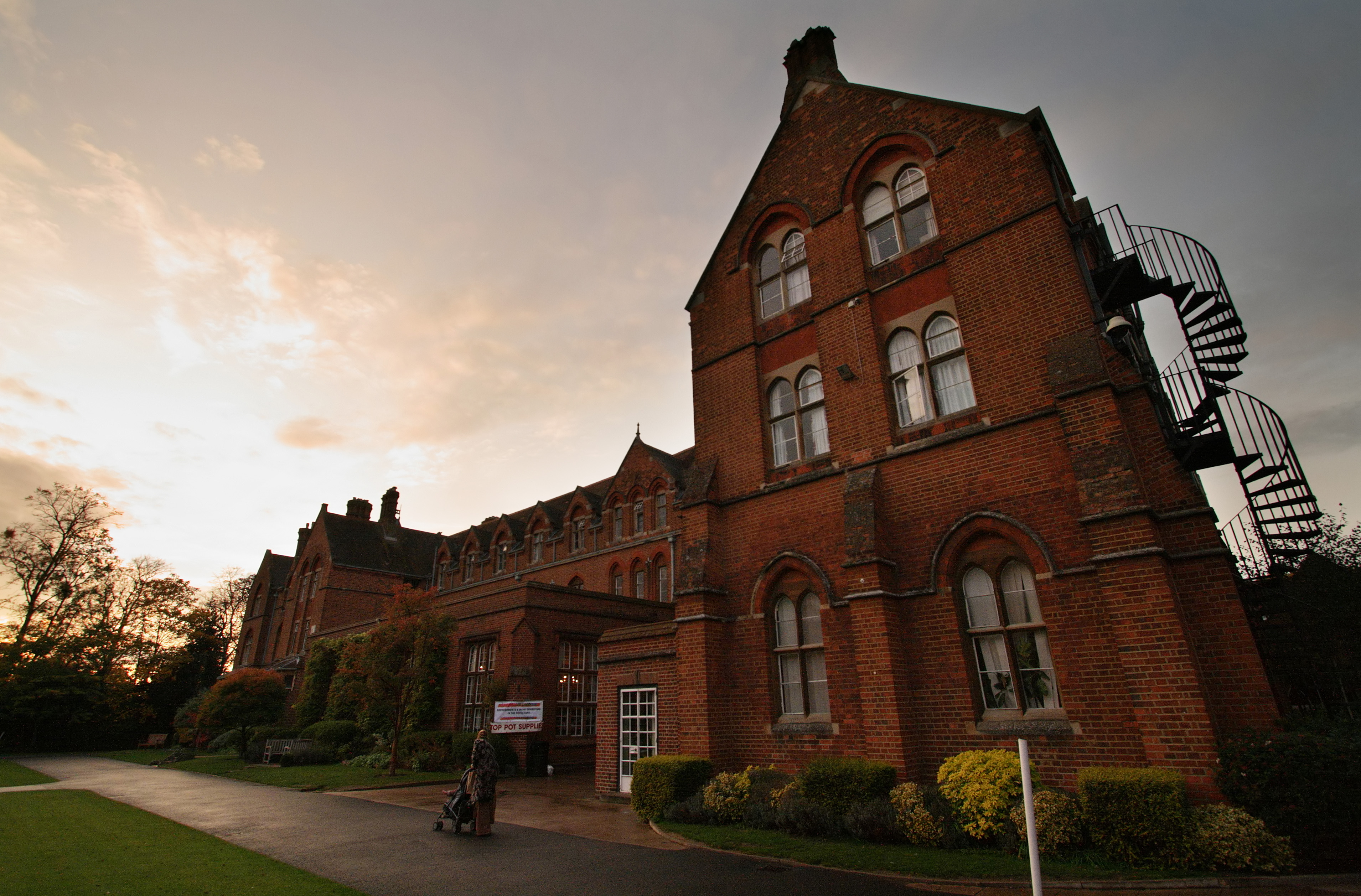
Apsley House

La St Edward's eccelle soprattutto nelle arti (in particolare musica e teatro) e nello sport (specialmente rugby e canottaggio) discipline nelle quali la scuola è storicamente pluripremiata a livello nazionale. All'interno del perimetro scolastico sono stati costruiti un centro sportivo e un centro benessere, aperti anche al pubblico, e un centro canottaggio situato in un vicino villaggio sul Tamigi. Nel 2007 è stato aperto il North Wall Arts Centre, vincitore del Premio RIBA 2008 di architettura. Esso dispone di una galleria d'arte, un centro di danza, e il secondo teatro della scuola, costruito sul sito della più antica piscina d'Inghilterra, risalente all'epoca vittoriana. Il teatro è diventato una meta artistica per la città e ha ospitato importanti compagnie teatrali, inglesi e internazionali.
Nel 2017 è stato inaugurato un nuovo istituto dal nome Ogston Music School dedicato allo studio della musica. Al suo interno si svolgono 450 ore di lezioni di musica settimanali. Il complesso scolastico va a sostituire la Ferguson Music School, aperta nel 1962, ed è costituito da venti sale prove, sette aule per i gruppi, uno studio di registrazione, una biblioteca e un auditorium.